# Angie Marino
Angie Marino (1990) es una deportista estadounidense que compite en ciclismo en la modalidad de BMX estilo libre. Ganó dos medallas en el Campeonato Mundial de Ciclismo Urbano, plata en 2018 y bronce en 2017, ambas en la prueba de parque.

## Palmarés internacional
| Campeonato Mundial | Campeonato Mundial | Campeonato Mundial | Campeonato Mundial |
| Año                | Lugar              | Medalla            | Competición        |
| ------------------ | ------------------ | ------------------ | ------------------ |
| 2017               | Chengdu (China)    | Medalla de bronce  | Parque             |
| 2018               | Chengdu (China)    | Medalla de plata   | Parque             |